# 任海傳
任海傳（1963年—2019年4月24日），台灣新北市人，擔任法務部調查局主任，於基隆海關曾破獲600公斤搖頭丸毒品案與聯發科竊取營業機密案。

## 經歷
- 醒吾技術學院兼任講師
- 中央警察大學兼任講師[1]
- 憲兵學校刑事專業及正規進修教育兼任講師
- 國防部憲兵司令部情報處刑事偵防技術外聘專業訓練師資（行動蒐證種子師資培訓辦班）
- 法務部調查局北部機動工作站副主任
- 法務部調查局台北市調查處機動站主任
- 法務部調查局苗栗縣調查站主任

## 事蹟
- 基隆海關查獲 600 公斤，價值約當時市價新台幣30億元搖頭丸走私案[2]
- 破獲聯發科竊取營業機密案[3]

## 出版作品
- 從兩岸共同打擊毒品犯罪檢視信心建立措施的可行性（2003年12月，法務部調查局，法律與法制）[4]

- 從共同打擊犯罪探討兩岸和平架構之建立（2004年7月，法務部調查局，法律與法制）[5]

- 「海峽兩岸犯罪問題關於兩岸毒品犯罪問題與緝毒工作」研討會論文之二-國家安全與犯罪防制之研究以查緝毒品犯罪為例（2004年11月，法務部調查局，展望與探索）[6]

- 開放陸客來臺旅遊之困局與省思（2010年6月，法務部調查局，展望與探索）[7]

- 兩岸合作打擊毒品犯罪之研究—全球治理的觀點 A Study of Cross-strait Cooperation in Combating Drug-related Crimes—From Global Governance Perspective（2015年9月1日，中山與中國大陸研究所博士班論文）[8]

## 逝世
2019年4月24日清晨4時與友人通電話時不醒人事，緊急送醫到衛生福利部苗栗醫院急救後仍宣告不治，於早晨6時15分逝世。